# Jože Pintbah
Jože Pintbah, slovenski politik, * 24. april 1893, Rateče, † 9. april 1969, Rateče.
Bil je župan v Ratečah in član organizacije TIGR

## Življenje in delo
Rodil se je v družini Jožefa in Marije Pintbah, rojene Kerštajn. Bil je župan v Ratečah in zaveden Slovenec. Zanimal se je tudi za Slovence, ki so po 1. svetovni vojni ostali zunaj matične domovine in sodeloval z izseljenci s primorske, ki so bili organizirani v tajni organizaciji TIGR. Poznal je zavedne Slovence v Kanalski dolini in jim nosil ali v Ratečah oddajal prepovedani ilegalni material, ki ga je dobival na Jesenicah od Petra Bizjaka, uslužbenca pri obmejnem komisariatu. Tesno je sodeloval še s Slavkom Jelinčičem in Tonetom Batageljem na Jesenicah, Alojzom Dolharjem zdravnikom v Trbižu in Antonom Duhovnikom, kaplanom na Koroški Beli. Po kapitulaciji Kraljevine Jugoslavije in prihodu v Rateče ga je gestapo aretiral ter ga po šestih mesecih zapora v Celovcu izpustil. Po vrnitvi ga je kmalu aretirala  fašistična policija, pri delu na polju na italijanski strani meje. Bil je obsojen na smrt in nato pomiloščen na 30 let zapora. Bil je zaprt v več zaporih po Kraljevini Italiji, najprej v zaporu Forte Longone v kraju Porto Longone (danes Porto Azzuro) na Elbi, na koncu pa v Bariju. Po italijanski kapitulaciji se je pridružil prekomorskim brigadam, kjer je dosegel čin poročnika, nato pa se je jeseni leta 1944 vrnil v Rateče in tam do smrti živel v težkih razmerah.